# بروبريسوفيزين
بروبريسوفيزين بالإنجليزي propressophysin هو عبارة عن عديد الببتيد وظيفته هي تصنيع نواقل بروتينية باسم ( Neurophysins الأول و الثاني ) ، و وظيفة هذه النواقل هي حمل هرمونين من الهيبوثالاموس و نقلهما إلى الجزء الخلفي من الهيبوفيز ، و الهرمونين عبارة عن ( ADH و Oxytocin = الأول مضاد للتبول حيث يقوم على امتصاص الماء من الكلية و ينشأ من نواة paraventricular nucleus في الهيبوثالاموس ، و الثاني يحفز انقباض عضلات الرحم الملساء لتسريع عملية الولادة كذلك إدرار الحليب و ينشأ من supraoptic nucleus في الهيبوثالاموس ).